# Caldonazzi (cognome)
Caldonazzi è un cognome di lingua italiana.

## Varianti
Caldonazzo.

## Origine e diffusione
Cognome tipicamente settentrionale, è presente prevalentemente in Trentino-Alto Adige.
Potrebbe derivare dal toponimo Caldonazzo.

## Persone
- Bruto Caldonazzo – matematico e fisico italiano
- Cesare Caldonazzo – calciatore italiano
- Nathaly Caldonazzo – attrice e showgirl italiana